# Bekeme Masade
Bekeme Masade, née en 1982 à Lagos au Nigeria, est une entrepreneuse sociale, une spécialiste des relations publiques et une écrivaine. Elle est également la directrice générale de CSR-in-Action.

## Biographie
Bekeme Masade fait sa scolarité à Benin City puis à l'université de Lagos où elle est diplômée en anglais. Elle obtient une maîtrise universitaire ès sciences de la Queen Mary University of London, en management en relations humaines internationales et relations industrielles.
En janvier 2008, elle est sélectionnée avec 18 concurrents, jeunes et ayant réussi, choisis en Afrique et parmi la diaspora, afin de participer à une émission de télé-réalité The Apprentice Africa (en). Elle y présente ses compétences, à des millions de téléspectateurs à travers le continent, dans le développement de produits, l'information financière et sa présentation, le marketing, les ventes, la conceptualisation d'annonce et le développement de contenu, le développement de la stratégie d'entreprise, l'image de marque de produit et la fixation des prix.

## Source de la traduction
- (en) Cet article est partiellement ou en totalité issu de l’article de Wikipédia en anglais intitulé « Bekeme Masade » (voir la liste des auteurs).